# Kudrnáč

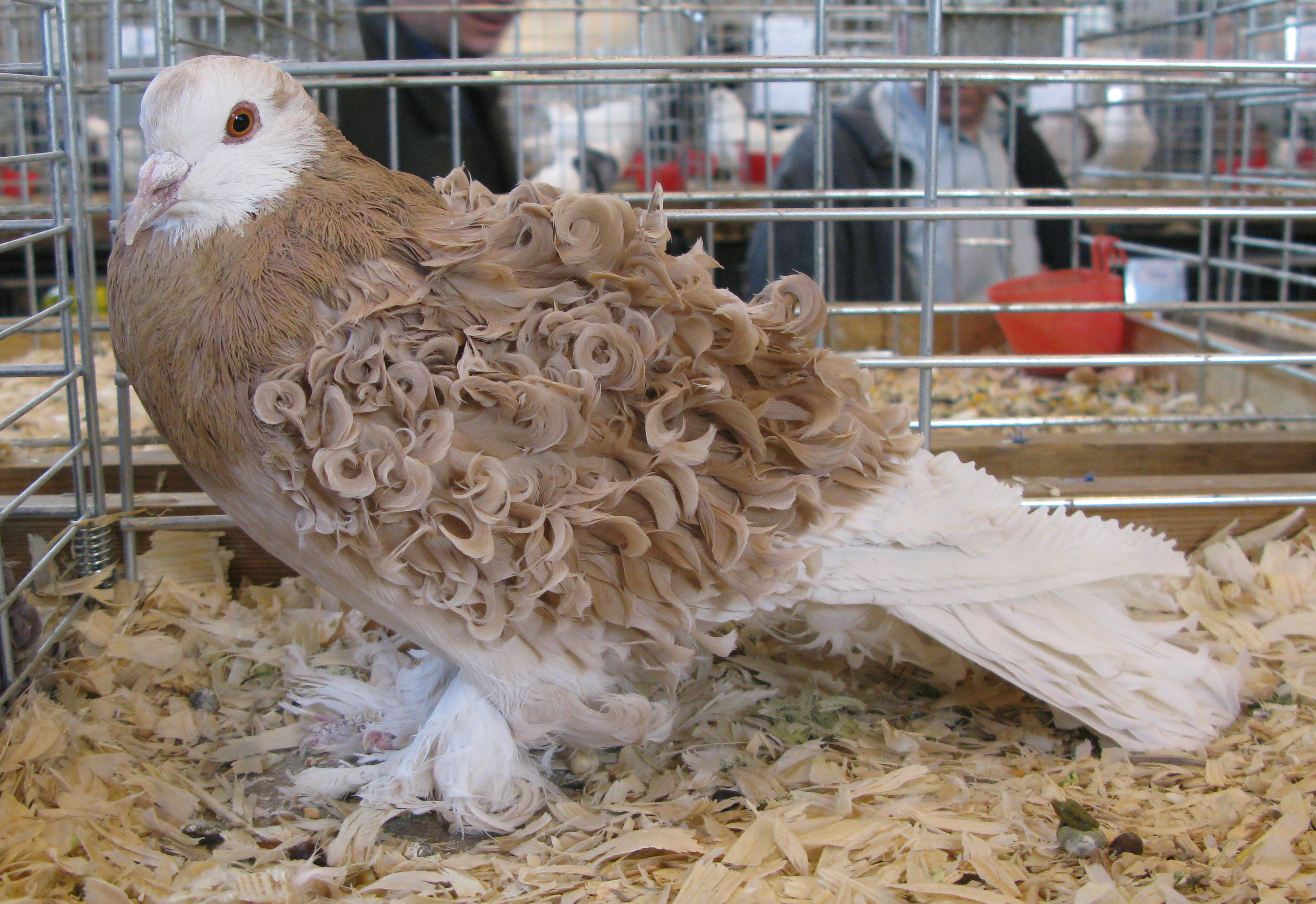
Kudrnáč

Kudrnáč je plemeno holuba domácího charakteristické bohatě zkadeřeným peřím na křídlech. Je to středně velký holub připomínajícími tělesnými tvary zvětšeného holuba skalního, většinou nemá chocholku a nohy jsou pokryté krátkými rousky. Kudrnáč je významný představitel strukturových holubů, oblíbený a rozšířený po celém světě. V seznamu plemen EE patří do plemenné skupiny strukturových holubů, patronát drží Německo a plemeno je zapsáno pod číslem 0601.
Je to staré plemeno pocházející z Přední Asie, které bylo dále prošlechtěno v Anglii a v Německu.
Typem i velikostí odpovídá polnímu holubovi, je však trochu delší, mohutnější a kvůli zkadeřenému peří se zdá větší. Hlavu má malou, oblou a nízce klenutou, s poněkud delším zobákem, který je na špičce mírně zahnutý. Barva zobáku odpovídá barvě opeření, u černých a modrých ptáků je černý, u červených a žlutých rohový a u bílých ptáků a štítníků je světlý. Oči jsou vždy oranžové až oranžově červené a jsou orámované úzkými a jemnými obočnicemi bledé barvy. Většina kudrnáčů je hladkohlavá, ale v záhlaví může vyrůstat úzká lasturovitá chocholka. Krk je kratší s krátce vykrojeným hrdlem a plynule přechází v širokou a zaoblenou hruď. Hřbet se mírně svažuje k ocasu, který je nesený téměř vodorovně a je úzce složený. Křídla jsou velká, s letkami v klidu složenými na ocase. Nohy jsou krátké a opeřené krátkým zkadeřeným rouskem.
Nejvýraznějším znakem kudrnáče je jeho peří. Je dlouhé, úzké, uvolněné a zvláště na křídelních štítech bohatě zkadeřené do té míry, že jednotlivá pera vytvářejí uzavřené prstence. Zvlnění per by mělo být patrné i na letkách, rýdovacích perech a opeření nohou.
Podle přídatných pernatých ozdob se kudrnáč dělí na jednotlivé rázy, maďarský kudrnáč je hladkohlavý, má krátce opeřené běháky a nejčastěji je barevný, milánský kudrnáč má naproti tomu lasturovitou chocholku a bohatě opeřené nohy s kratšími rousky. Milánský kudrnáč je většinou bílý.

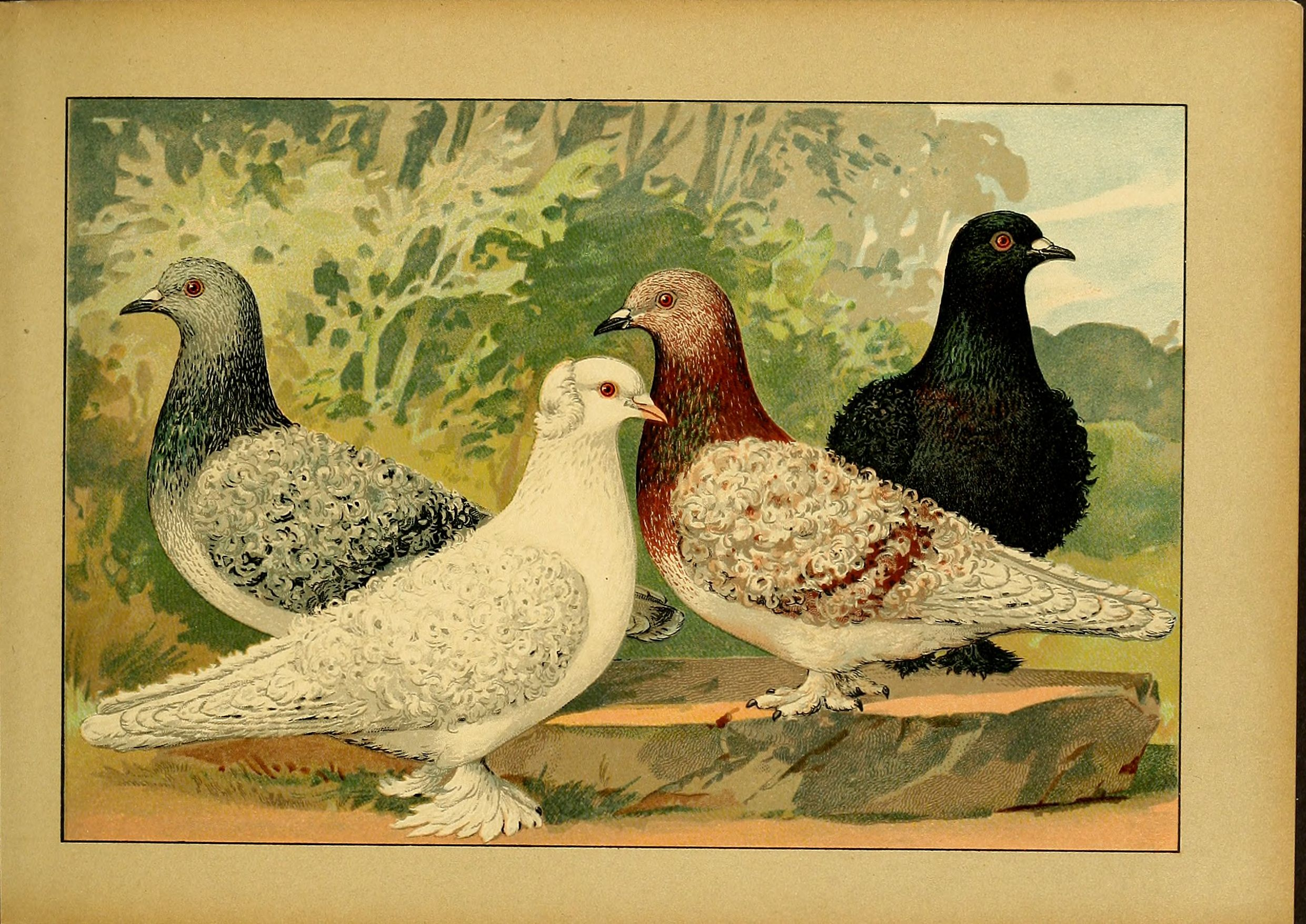
Barevné rázy kudrnáče: zcela vlevo kudrnáč modrý pruhový bělouš, pak milánský bílý kudrnáč s výrazně opeřenýma nohama, dále maďarský kudrnáč červenopruhý bělouš a vpravo kudrnáč celobarevný černý

Barva opeření nebývá důležitým znakem. Kudrnáči jsou nejčastěji chováni jako tzv. bělouši modří, popelavě červení a popelavě žlutí, u kterých je barva opeření vybělená dominantním faktorem G (grizzly) v heterozygotní formě. Dále se vyskytují štítníci, bílí ptáci, kteří mají vybarvené pouze štíty křídel, a to ve výše uvedených barvách. Bílí kudrnáči bývají homozygotní bělouši v různých barevných řadách. Vzácně se vyskytují i holubi bez faktoru grizzle a holubi černí. Celkem existuje 18 barevných rázů.
Kudrnáč je okrasné plemeno holubů, vhodné do volného i voliérového chovu. Ze všech strukturových holubů je kudrnáč jediné, u kterého přichází do úvahy i užitkovo-okrasný chov. Na chov není náročný a dobře se rozmnožuje.